# Konstantín Paustovski
Konstantín Gueórguievich Paustovski (en ruso: Константи́н Гео́ргиевич Паусто́вский; Moscú, 7 de abriljul./ 19 de abril de 1892greg. — Moscú, 14 de julio de 1968) fue un escritor ruso y soviético. Fue nominado al Premio Nobel de Literatura en el año 1965.